# Kraftwerk Mariborski otok
Das Kraftwerk Mariborski otok (slowenisch Hidroelektrarna Mariborski otok) ist ein Laufwasserkraftwerk an der Drau, das in der Gemeinde Maribor, Slowenien liegt. Es hat eine installierte Leistung von 60 MW. Die namensgebende Insel befindet sich etwas flussabwärts des Kraftwerks.
Das Kraftwerk ist im Besitz der Dravske elektrarne Maribor (DEM) und wird auch von DEM betrieben.

## Absperrbauwerk
Das Absperrbauwerk ist eine Wehranlage mit vier Wehrfeldern; zwischen den Wehrfeldern befindet sich jeweils ein Maschinenhaus mit einer Turbine. Jedes Wehrfeld hat eine Breite von 18,75 m. Über die Wehranlage können maximal 5600 m³/s abgeführt werden.

## Stausee
Bei Vollstau erstreckt sich der Stausee über eine Länge von 15,5 km und fasst 13,1 Mio. m³ Wasser, von denen 2,1 Mio. für die Elektrizitätserzeugung genutzt werden können.

## Kraftwerk
Das Kraftwerk wurde von 1942 bis 1960 gebaut. Es ging 1948 mit der ersten Maschine in Betrieb; die beiden anderen Maschinen folgten 1953 und 1960. Das Kraftwerk verfügt über eine installierte Leistung von 60 MW. Die durchschnittliche Jahreserzeugung liegt bei 270 Mio. kWh. Die drei Kaplan-Turbinen leisten jeweils maximal 20 MW, die zugehörigen Generatoren 26 MVA. Die Fallhöhe liegt bei 14,2 m und der Durchfluss beträgt 550 m³/s. In der Schaltanlage wird die Generatorspannung von 10 kV mittels Leistungstransformatoren auf 110 kV hochgespannt.